# لتیسیا دلرا
لِتیسیا دُلِـرا (کاتالونیایی: Leticia Dolera؛ زادهٔ ۲۳ اکتبر ۱۹۸۱) بازیگر تئاتر و سینما و تلویزیون اهل اسپانیا است. وی از سال ۲۰۰۱ میلادی تاکنون مشغول فعالیت بوده‌است.
از فیلم‌ها یا برنامه‌های تلویزیونی که وی در آن نقش داشته است، می‌توان به بیمارستان مرکزی، پس از کلاس، آنکه برایت خواهد خواند، فیلم اسپانیایی، تصور آرژانتین، عروس، هولمز و واتسن. روزهای مادرید، ورونیکا، آخرین روزها و جنبه دیگر همبستر شدن اشاره کرد.